# 小广口螺
小广口螺（学名：Stomatella varia），又名琵琶螺，是鐘螺科口螺亞科擬口螺屬的一种。主要分布于印度尼西亚、台湾，常栖息在潮间带岩礁、浅海中。

## 外部連結
- 維基物種上的相關：小广口螺